# Chilobrachys bicolor
Chilobrachys bicolor là một loài nhện trong họ Theraphosidae.
Loài này thuộc chi Chilobrachys. Chilobrachys bicolor được Mary Agard Pocock miêu tả năm 1895.